# Gil Duggan
Gilford Earl „Gil“ Duggan (* 26. Dezember 1914 in Benton, Arkansas, USA; † 18. Oktober 1974 in Harrah, Oklahoma, USA), Spitzname: Cactus Face, war ein US-amerikanischer American-Football-Spieler und Polizeibeamter. Er spielte als Defensive Tackle in der National Football League (NFL) unter anderem bei den New York Giants und den Chicago Cardinals.

## Spielerlaufbahn
Gil Duggan studierte an der University of Oklahoma und spielte für deren Footballmannschaft, den Oklahoma Sooners, auf der Position eines Defensive Tackle. 1939 wurde er aufgrund seiner sportlichen Leistungen zum All American gewählt. In diesem Jahr wählten ihn die von Steve Owen trainierten New York Giants in der NFL Draft in der 15. Runde an 140. Stelle. Im Jahr 1942 wechselte er zu den von Jimmy Conzelman betreuten Chicago Cardinals. Duggan und die Cardinals blieben in diesem Jahr erfolglos, woraufhin Phil Handler das Traineramt bei dem Team aus Chicago übernahm. Aufgrund eines Spielermangels während des Zweiten Weltkriegs mussten sich die Pittsburgh Steelers und das Team aus Chicago 1944 zu einer Spielgemeinschaft zusammenschließen und wurden in dieser Saison von Handler und dem Trainer der Steelers, Walt Kiesling, trainiert. Die Cardinals blieben 1943, aber auch im Jahr 1944 als Spielgemeinschaft mit den Steelers, erfolglos und konnten kein Spiel gewinnen. Duggan wechselte 1946 zu den Los Angeles Dons, die in der neugegründeten All-America Football Conference (AAFC) angesiedelt waren und von Dudley DeGroot betreut wurden. Nach einem weiteren Spieljahr 1947 bei den Buffalo Bills beendete Duggan, der in der spielfreien Zeit in Oklahoma als State Trooper diente seine Laufbahn. Er starb im Jahr 1974 und ist auf dem Memory Lane Cemetery in Harrah beerdigt.